# تریی تاریا دوم
تریی تاریا دوم 
(به تاهیتیایی: Teriitaria II) یا تریئی تاریا دوم 
(به تاهیتیایی: Teri'itaria II) (زاده: حدود ۱۷۹۰ – درگذشته: ۱۸۵۸)، که بعدها به نام‌های پوماره واهینه 
(به تاهیتیایی: Pōmare Vahine) و آریئیپائه آ واهینه
(به تاهیتیایی: Ari'ipaea Vahine) نیز شناخته شده، و با نام تاآرومایتائورایی 
(به تاهیتیایی: Taaroamaiturai) تعمید یافت، وی با ازدواج با پوماره دوم پادشاه تاهیتی، ملکه همسر آن کشور شده و خود بعداً به عنوان ملکه جزایر هواهین و مایئائو از مجمع الجزایر انجمن بر تخت سلطنت نشست.

## زندگی‌نامه

### تولد و خانواده
در سال ۱۷۶۸، جزایر رایاتئا و تاهائا به تسخیر رئیس پونی، سلحشوری اهل فاآنویی 
(به تاهیتیایی: Faanui) از بورا بورا، درآمدند. این متصرفات بعداً تا پایان قرن هجدهم، توسط برادرزاده وی تاپوآ اول اداره شد. دودمان تاماتوآ، که تریی تاریا دوم به آن تعلق داشت، در حالی که همچنان عزت خود را حفظ می‌نمودند، تمام قدرت دنیوی خود را از دست داده و به مدت نیم قرن در رایاتئا آواره شدند.
بدینسان، دودمان تاماتوآ در هواهین، جایی که رئیس اوئورو 
(به تاهیتیایی: U'uru) در طی تهاجم پونی به آنجا گریخته بود، ساکن شدند.دودمان تاماتوآ از رایاتئا به‌طور سنتی یکی از بالاترین خاندان‌های سران در نظر گرفته می‌شد. این خاندان از طریق ازدواج و پیوندهای فرزندخواندگی با سایر روسای موروثی، دیگر جزایر انجمن از جمله تاهیتی، موئورئا، هواهین، مایئائو، تاهائا، بورا بورا و مائوپیتی مرتبط شدند. رایاتئا و مجموعه عبادتگاه تاپوتاپواته ئآ مارائه در اوپوآ مرکز مذهبی پلی‌نزی شرقی و زادگاه آیین نیایش ایزد اُورو 
(به تاهیتیایی: 'Oro') در نظر گرفته می‌شد.
تریی تاریا در حدود سال ۱۷۹۰ به دنیا آمد. او به‌عنوان دختر بزرگ خانواده، از جایگاه ویژه‌ای برخوردار بود، زیرا جامعه تاهیتی به صورت مادرتباری سازماندهی شده بود و بنابراین القاب سنتی از طریق دختر اول به بازماندگان خاندان‌ها به ارث می‌رسید. پدر او تاماتوآ سوم پسر اوئورو، آریئی راهی 
(به تاهیتیایی: Ariʻi rahi) (پادشاه) رایاتئا بود. رسته آریئی راهی، طبقه حاکم برجامعه تاهیتی بود که هم سیادت دنیوی و هم مذهبی بر مردم عادی داشت.